# Heiðarhnúkur (bergstopp i Island, lat 65,74, long -14,47)
Heiðarhnúkur är en bergstopp i republiken Island. Den ligger i regionen Austurland, 400 km öster om huvudstaden Reykjavík. Toppen på Heiðarhnúkur är 702 meter över havet.
Trakten runt Heiðarhnúkur är nära nog obefolkad, med mindre än två invånare per kvadratkilometer. Närmaste större samhälle är Vopnafjörður, omkring 15 kilometer väster om Heiðarhnúkur. Trakten runt Heiðarhnúkur består i huvudsak av gräsmarker.